# 체징
체징(體澄, 804년 탄생 ~ 880년 5월 25일(음력 4월 13일) 입적)은 통일 신라 시대 후기의 선승(禪僧)이다. 선문구산 중 가지산파(迦智山派)의 제3대 조사(祖師)이다. 속성(俗姓)은 김씨(金氏), 웅진(熊津, 현재 충청남도 공주시) 출신이며, 시호는 보조선사(普照禪師), 탑호(塔號)는 창성(彰聖)이다.
어려서 출가하여 화산(花山)의 권법사(勸法師) 밑에서 불경을 공부하였으며, 827년(흥덕왕 2) 가량협산(加良峽山)의 보원사(普願寺)에서 구족계(具足戒)를 받았다. 그 뒤 설산(雪山)의 억성사(億聖寺)에 있는 염거(廉居)의 밑에서 일심으로 정진하여 법인(法印)을 받았다. 837년(희강왕 2) 정육(貞育)·허회(虛懷) 등과 함께 중국으로 건너가 전국의 선지식(善知識)을 만났으나, 멀리서 구할 필요가 없음을 느끼고 840년(문성왕 1) 귀국하였다.
이후 많은 승속(僧俗)들에게 선(禪)을 가르쳤으며, 무주(武州 : 光州)의 황학난야(黃壑蘭若)에 머무르자 사람들이 많이 모여들었다. 859년(헌안왕 3) 왕이 궁중으로 청하였으나 병을 핑계로 사양하였고, 그해 겨울에 다시 청하자 가지산 보림사(寶林寺)로 옮겼다.
860년 김언경(金彦卿)이 제자의 예를 취하고 사재(私財)를 희사하여 비로자나불을 주조하여 안치하였고, 861년(경문왕 1)에는 보림사를 증축하여 더욱 많은 제자들을 가르쳤다. 880년 문인들에게 임종게(臨終偈)를 남기고 입적하였다.
제자로는 8백여 인이 있었다고 전한다.

## 관련 문화재
전라남도 장흥군 보림사터에 승탑과 탑비가 남아 있다. 탑비는 김영(金潁)이 지었으며, 보물 제158호로 승탑은 제157호로 지정되어 있다.
- 장흥 보림사 보조선사탑 - 대한민국 보물 제157호
- 장흥 보림사 보조선사탑비 - 대한민국 보물 제158호